# Ливиабелла, Лино
Лино Ливиабелла (итал. Lino Liviabella; 7 апреля 1902, Мачерата, Марке — 21 октября 1960, Болонья) — итальянский композитор и музыкальный педагог.
Сын городского органиста. Окончил Национальную академию Санта-Чечилия в Риме, ученик Отторино Респиги (композиция) и Ремиджио Ренци (орган); одновременно учился и на филологическом факультете Римского университета. С 1928 года преподавал фортепиано в музыкальном лицее Пескары, с 1931 года работал в Венеции, с 1940 года преподавал композицию и контрапункт в консерватории Палермо, а с 1942 года — в Болонской консерватории.
В последние годы жизни возглавлял три консерватории: в Пезаро (1953—1959), Парме (1959—1963) и Болонье (1963—1964). Среди его многочисленных учеников был Франко Донатони.
В композиторском наследии Ливиабеллы — три оперы, два балета, пять кантат, скрипичный концерт, различная симфоническая и камерная музыка. Произведения Ливиабеллы были удостоены ряда конкурсных наград и премий, в том числе серебряной медали Олимпийских игр 1936 года (в номинации «Симфоническая музыка») за симфоническую поэму «Победитель» (итал. Il Vincitore).